# John Bunn Award
John Bunn Award (pełna nazwa: John W. Bunn Lifetime Achievement Award) – nagroda koszykarska przyznawana corocznie przez Koszykarską Galerię Sław im. Jamesa Naismitha osobie, która przyczyniła się w znaczący sposób do rozwoju koszykówki. Nosi imię Johna Bunna, pierwszego  przewodniczącego komitetu Koszykarskiej Galerii Sław, piastującego to stanowisko od 1949 do 1969 roku. Nagroda jest najwyższym i najbardziej prestiżowym wyróżnieniem przyznawanym przez kapitułę Koszykarskiej Galerii Sław, bez względu na to, czy laureat został uprzednio wybrany do Hall Of Fame.

## Nagrodzeni
| * | Wybrany do Koszykarskiej Galerii Sław |

| Rok  | Laureat                | Adnotacje |
| ---- | ---------------------- | --- |
| 1973 | John Bunn*             | Wybrany do Koszykarskiej Galerii Sław jako działacz w 1964                                                         |
| 1974 | John Wooden*           | Wybrany do Koszykarskiej Galerii Sław jako zawodnik w 1960 i jako trener w 1973                                    |
| 1975 | J. Walter Kennedy*     | Wybrany do Koszykarskiej Galerii Sław jako działacz w 1981                                                         |
| 1976 | Henry P. Iba*          | Wybrany do Koszykarskiej Galerii Sław jako trener w 1969                                                           |
| 1977 | Clifford Fagan*        | Wybrany do Koszykarskiej Galerii Sław jako działacz w 1984                                                         |
| 1978 | Curt Gowdy             | Nazwano po nim nagrodę Hall of Fame – Curt Gowdy Media Award.                                                      |
| 1979 | Eddie Gottlieb*        | Wybrany do Koszykarskiej Galerii Sław jako działacz w 1972                                                         |
| 1980 | Arnold "Red" Auerbach* | Wybrany do Koszykarskiej Galerii Sław jako trener w 1969                                                           |
| 1981 | Ray Meyer*             | Wybrany do Koszykarskiej Galerii Sław jako trener w 1979                                                           |
| 1982 | Daniel Biasone*        | Wybrany do Koszykarskiej Galerii Sław jako działacz w 2000                                                         |
| 1983 | Robert J. Cousy*       | Wybrany do Koszykarskiej Galerii Sław jako zawodnik w 1971. Nazwano po nim nagrodę Hall of Fame – Bob Cousy Award. |
| 1984 | Lawrence F. O'Brien*   | Wybrany do Koszykarskiej Galerii Sław jako działacz w 1991                                                         |
| 1985 | Lee Williams           | |
| 1986 | Grady W. Lewis         | |
| 1987 | Dave R. Gavitt*        | Wybrany do Koszykarskiej Galerii Sław jako działacz w 2006                                                         |
| 1988 | Haskell Hillyard       | |
| 1989 | George E. Killian      | |
| 1990 | Pat Head Summitt*      | Wybrany do Koszykarskiej Galerii Sław jako trener w 2000                                                           |
| 1991 | Morgan B. Wootten*     | Wybrany do Koszykarskiej Galerii Sław jako trener w 2000                                                           |
| 1992 | Will Robinson          | |
| 1993 | Joe Vancisin           | |
| 1994 | Bill Wall              | |
| 1995 | Pete Carlesimo         | |
| 1996 | Vic Bubas              | |
| 1997 | C. M. Newton*          | Wybrany do Koszykarskiej Galerii Sław jako działacz w 2000                                                         |
| 1998 | Tex Winter*            | Wybrany do Koszykarskiej Galerii Sław jako trener w 2011                                                           |
| 1999 | Harlem Globetrotters*  | Wybrani do Koszykarskiej Galerii Sław jako zespół w 2002                                                           |
| 2000 | Meadowlark Lemon*      | Wybrany do Koszykarskiej Galerii Sław jako działacz w 2003                                                         |
| 2001 | Tom Jernstedt          | |
| 2002 | Harvey Pollack         | |
| 2003 | Joe O'Brien            | |
| 2004 | Zelda Spoelstra        | |
| 2005 | Marty Blake            | |
| 2006 | Betty Jaynes           | |
| 2007 | Thomas "Satch" Sanders | Wybrany do Koszykarskiej Galerii Sław jako działacz w 2011                                                         |
| 2008 | Val Ackerman           | |
| 2009 | Johnny Kerr            | |
| 2010 | Don Meyer              | |
| 2011 | Brian McIntyre         | |
| 2012 | Pat Williams           | |
| 2013 | George Raveling        | Wybrany do Koszykarskiej Galerii Sław jako działacz w 2015.                                                        |
| 2014 | Alvin Attles           | |
| 2015 | Rod Thorn              | |
| 2016 | Jim Delany             | |